# Tênis em cadeira de rodas nos Jogos Paralímpicos de Verão de 2024
As competições de tênis em cadeira de rodas nos Jogos Paralímpicos de Verão de 2024 foram disputadas entre 30 de agosto e 7 de setembro de 2024 no Stade Roland Garros, em Paris, França. Os atletas que disputaram o tênis possuem deficiência física e se locomovem por cadeira de rodas.

## Medalhistas
| Evento                       | Ouro                                      | Prata                                           | Bronze                                             |
| ---------------------------- | ----------------------------------------- | ----------------------------------------------- | -------------------------------------------------- |
| Simples masculino detalhes   | Tokito Oda JPN Japão                      | Alfie Hewett GBR Grã-Bretanha                   | Gustavo Fernández ARG Argentina                    |
| Simples feminino detalhes    | Yui Kamiji JPN Japão                      | Diede de Groot NED Países Baixos                | Aniek van Koot NED Países Baixos                   |
| Simples tetraplegia detalhes | Niels Vink NED Países Baixos              | Sam Schröder NED Países Baixos                  | Guy Sasson ISR Israel                              |
| Duplas masculinas detalhes   | Alfie Hewett Gordon Reid GBR Grã-Bretanha | Tokito Oda Takuya Miki JPN Japão                | Martín de la Puente Daniel Caverzaschi ESP Espanha |
| Duplas femininas detalhes    | Yui Kamiji Manami Tanaka JPN Japão        | Diede de Groot Aniek van Koot NED Países Baixos | Guo Luoyao Wang Ziying CHN China                   |
| Duplas tetraplegia detalhes  | Sam Schröder Niels Vink NED Países Baixos | Andy Lapthorne Gregory Slade GBR Grã-Bretanha   | Donald Ramphadi Lucas Sithole RSA África do Sul    |

### Quadro de medalhas
País sede destacado
| Ordem | País              | Medalha de ouro | Medalha de prata | Medalha de bronze |    |
| ----- | ----------------- | --------------- | ---------------- | ----------------- | -- |
| 1     | JPN Japão         | 3               | 1                |                   | 4  |
| 2     | NED Países Baixos | 2               | 3                | 1                 | 6  |
| 3     | GBR Grã-Bretanha  | 1               | 2                |                   | 3  |
| 4     | RSA África do Sul |                 |                  | 1                 | 1  |
|       | ARG Argentina     |                 |                  | 1                 | 1  |
|       | CHN China         |                 |                  | 1                 | 1  |
|       | ESP Espanha       |                 |                  | 1                 | 1  |
|       | ISR Israel        |                 |                  | 1                 | 1  |
| TOTAL | TOTAL             | 6               | 6                | 6                 | 18 |